# Melegnano
Melegnano (früher Marignano) ist eine Stadt mit 17.940 Einwohnern (Stand 31. Dezember 2023) in der italienischen Metropolitanstadt Mailand, in der Region Lombardei.
Die Fläche des Stadtgebiets beträgt 4 km². Nachbargemeinden sind San Giuliano Milanese, Colturano, Vizzolo Predabissi, Carpiano und Cerro al Lambro.

## Geschichte
1515 fand ein paar Kilometer nördlich des Ortes die Schlacht bei Marignano statt. Im Weiler Mezzano steht das Ossario Santa Maria della Neve, in dem Gebeine von Gefallenen aufbewahrt werden.
Am 8. Juni 1859 wurde Melegnano im zweiten italienischen Unabhängigkeitskrieg erstürmt.
|  |  |

## Persönlichkeiten
- Antonio Marovelli (1896–1943), Turner